# 待っている女
「待っている女」（まっているおんな）は、1972年5月に徳間音楽工業（現・徳間ジャパンコミュニケーションズ）より発売された五木ひろしのシングルである。

## 解説
1976年8月、五木ひろしが演歌歌手として初めてラスベガス公演（アメリカ合衆国ネバダ州ラスベガス・ヒルトンホテルに於いて）を興行した際にオープニングナンバーとして歌唱したのが、この曲である。

## 収録曲
- 両楽曲共に、作詞：山口洋子／作曲・編曲：藤本卓也

1. 待っている女（3分15秒）
2. 夕陽の恋（3分54秒）

## カバー
- 大西ユカリと新世界（2005年、アルバム「昭和残唱」収録）
- ジェロ（2009年、アルバム「COVERS2」収録）